# 扎達尼 (伊林齊區)
49°4′8″N 29°23′27″E / 49.06889°N 29.39083°E
扎達尼（烏克蘭語：Жадани），是烏克蘭西南部的村莊，隸屬文尼察州的文尼察區。該村始建於1480年，面積2.19平方公里，海拔高度201米，2001年該村落人口803。